# Metoda wosku traconego
Metoda wosku traconego (również cire perdue, na wosk tracony), obecnie też zwana metodą wytapianych modeli – znana od czasów starożytnych metoda odlewnicza stosowana ok. 3000 lat p.n.e. w starożytnym Egipcie. Technika ta została udoskonalona  ok. 570  p.n.e. na greckiej wyspie Samos.
Odlewy metodą traconego wosku wytwarzane są do dzisiaj, szczególnie w jubilerstwie.
Polega na wykonaniu woskowego prototypu zamierzonego przedmiotu. Dla odlania przedmiotu o przekroju okrągłym,  np. korona, wosk osadzony jest na glinianym rdzeniu. Następnie na rzeźbiony wosk w zaplanowane elementy nakładano warstwę gliny wypełniając wszystkie szczegóły wzoru. Na górze i dole pozostawiano otwory. Po wysuszeniu gliny całość umieszczano w piasku, w którym ją wypalano. W czasie wypalania wosk się spalał, albo wyciekał przez pozostawione otwory na górze i dole. Obecnie prototyp okleja się specjalnie spreparowanym gipsem lub masą ogniotrwałą, a następnie usuwa się wosk (np. gorącą wodą). Odzyskany wosk może zostać użyty kolejny raz. Do pustej formy  wlewa się płynny metal. Po rozbiciu formy przedmiot zazwyczaj poddaje się szlifowaniu.